# Союз украинских студентов Канады
«Союз украинских студентов Канады» (СУСК) — центр украинского студенчества в Канаде, основан в 1953 году в Виннипеге. Объединяет около 30 студенческих общин при университетах и колледжах, а также Объединение украинских православных студентов «Альфа-Омега», Общество украинской студенческой молодежи им. Михновского, Канадскую федерацию обществ украинских студентов-католиков «Обнова», Объединение украинского академического обществ «Зарево» и Общество Илариона.
СУСК уделяет особое внимание организации обучения украиноведения в канадских университетах, устраивает конференции, привлекает студентов из Совета украинской молодежи Канады и КУК. С 1970-х годов выступает в защиту репрессированных деятелей движения сопротивления в СССР и в деле осуществления многокультурности Канады. Печатным органом СУСК были: «Бюллетень СУСК», «Информационная служба СУСК» и студенческие страницы в отдельных украинских еженедельниках; с 1968 выходит двуязычный месячник «Студент» (ред. Л. Шух).